# Пердигье, Агриколь
Агрико́ль Пердигье́ (фр. Agricol Perdiguier; 3 декабря 1805 года, Морьер-лез-Авиньон — 26 марта 1875 года, Париж) — французский писатель и политический деятель, депутат, стоявший за объединение рабочего класса и названный историками первым французским синдикалистом.

## Биография
Сын офицера, вынужденного скрываться от белого террора после реставрации Бурбонов, сам Агриколь за свою поддержку возвращения Наполеона также подвергся преследованиям уже в 10-летнем возрасте. Он обучался столярному ремеслу и был принят под именем Avignonnais la Vertu в авиньонскую корпорацию подмастерьев (Compagnons du Devoir libro), имевшую характер мистико-благотворительного братства. В 1824—1828 годах странствовал по Франции.
Понимая выгоды, представляемые для рабочих корпоративным началом, задался целью объединить враждовавшие между собой ремесленные братства (компаньонажи). Изначально говоривший на окситанском языке Пердигье стал поэтом-песенником, сочиняя (с 1824 года) и распространяя (с 1834 года) песни, прославляющие труд и направленные на объединение ремесленного пролетариата (из тетрадок с этими песнями в 1836 году был составлен «Песенник странствия по Франции» — «Chansonnier du tour de France»).
Этой же идеей проникнуты его сочинения, написанные в 1839 году после приезда его в Париж: «Compagnonnage, rencontre de deux frères» и «Livre du compagnonnage» («Книга компаньонажа», включавшая его песенник, очерк компаньонической песни и рассказ «Встреча двух братьев» о розни компаньонажей). Последняя книга подверглась нападкам сторонников цеховой старины, но также вызвала отклик у представителей нарождавшегося профсоюзного движения и таких литераторов, как Пьер-Жан Беранже, Жорж Санд и Эжен Сю, увидевших в Пердигье воплощение рабочего-мыслителя, осознавшего свою социальную миссию.
В политическом плане участвовал в Июльской революции 1830 года, имел связи с республиканским обществом «Друзей народа», принимал участие в Июньском восстании 1832 года в день похорон генерала Ламарка. Он был посвящён в масонство 17 марта 1846 года в парижской ложе «Госпитальеры Палестины» Верховного совета Франции.
Избранный в 1848 году членом национального собрания и прозванный «Фенелоном рабочих», примкнул к левым. Революция 1848 года также побудила его к занятиям историей, итогом которых стал популярный труд «Histoire democratique des peuples anciens et modernes» («Демократическая история древних и современных народов»), рассматриваемый как первая попытка рабочей историографии, противопоставляющая себя школьной «официозной истории». Предполагалось выпустить 12 томов, но с 1849 по 1851 год успели выйти только 7.
После государственного переворота эмигрировал в Бельгию, затем в Швейцарию. В эмиграции составил мемуары «Memoires d’un compagnon» («Записки подмастерья»), ставшие самой популярной на тот момент автобиографией рабочего. Возвратившись на родину в конце 1855 года, открыл небольшую книжную лавку в Париже и написал несколько брошюр в защиту республики.
В 1862 году появилась его комическая пьеса «Les gavots et les Dévorants ou la Réconciliation des compagnons», где проводилась его любимая мысль о необходимости объединения рабочего класса. Последние годы жизни его прошли в безвестности. Мелкоремесленный романтизм Пердигье отставал от роста рабочего движения во Франции. Оставаясь республиканцем и деистом, он при этом враждебно воспринял прогресс социалистических идей и Парижскую коммуну 1871 года.
Похоронен на Пер-Лашезе (85 участок).

## Творчество
Песни
- Le départ des compagnons
- Adieu au pays

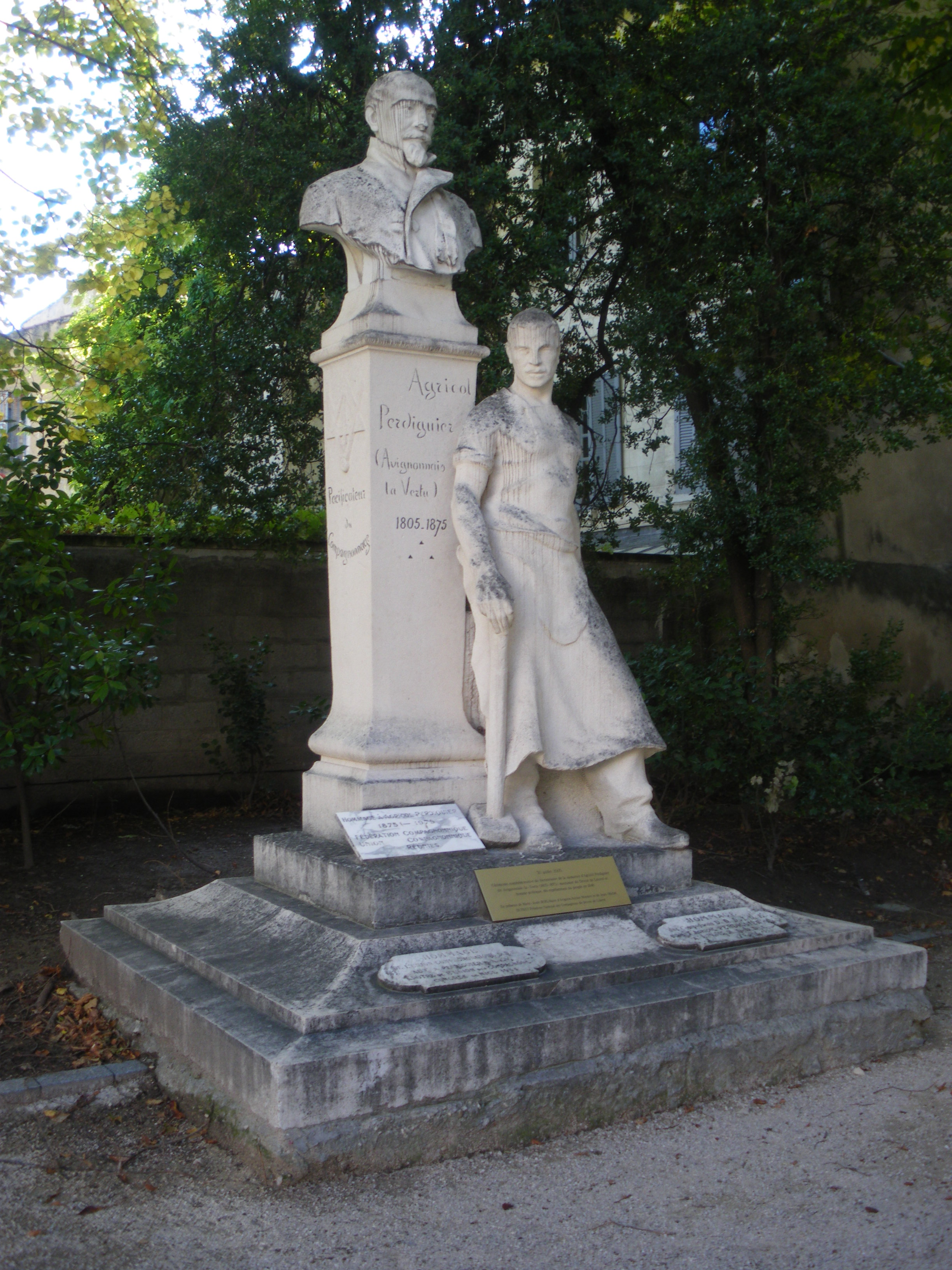
Памятник Пердигье в сквере Агриколя, Авиньон

- Les voyageurs (песня Тур-де-Франс)
- Salomon (основатель корпорации подмастерьев Compagnons du Devoir de Liberté)
- Le Compagnon content de peu

Поэма
- La rencontre de deux frères

Технические издания
- Dialogue sur l’architecture
- Raisonnement sur le trait

Издания о корпорации подмастерьев
- Notice sur le Compagnonnage
- Le Livre du Compagnonnage (1838, 2-е изд. 1841, 3-е изд. 1857)
- Biographie de l’auteur du livre du compagnonnage et réflexions diverses ou complément de l’histoire d’une scission dans le compagnonnage (1846)
- Mémoire d’un Compagnon
- Maître Adam, menuisier à Nevers (1863)
- Question vitale sur le Compagnonnage et la classe ouvrière (1863)
- Le Compagnonnage illustré

История
- Histoire démocratique des peuples anciens et modernes в 12 томах (вышли только 7 томов между 1849 и 1851)

Театральная пьеса
- Les Gavots et les Devoirans ou la Réconciliation des compagnons

Политика
- Despotisme et Liberté
- peuple de France reste debout
- Allemands, daignez réfléchir
- Comment constituer la République 1871 (сборник статей в Le National во время парижской Коммуны)
- Patriotisme et modération
- Conseil d’un ami aux républicains
- La vérité sur le pape et les prêtres
- Que devient, que deviendra la France (1874)